# Dolichomitus annulicornis
Dolichomitus annulicornis är en stekelart som först beskrevs av Cameron 1886.  Dolichomitus annulicornis ingår i släktet Dolichomitus och familjen brokparasitsteklar. Inga underarter finns listade i Catalogue of Life.